# Італійська любов
«Італійська любов» (англ. Italian Love) — американська короткометражна драма 1913 року.

## Сюжет
Роза, красуня Маленької Італії, є дівчиною Луїджі, чистильника чобіт. Але її серце з Антоніо, в Італії, якому вона посилає достатньо грошей, щоб привести його в Америку. Коли Антоніо приходить, замість відданої Розі, він проводить більшу частину свого часу у винних магазинах кварталу. Одного разу Роза знаходить його фліртуючим з іншою дівчиною. Це так злить її, що вона не хоче його бачити. Він приходить, щоб пояснити, але Роза не хоче його слухати. Бачачи вірність Луїджі, вона приймає його. Вони одружуються і живуть щасливо протягом довгого часу. І ось одного разу, Роза втрачає медальйон, Антоніо знаходить його. У винному магазині він показує його Луїджі, стверджуючи, що Роза дала йому його.

## У ролях
- Ірвінг Каммінгс — Луїджі
- Ірен Хоулі — Роза